# Nu ska vi vara snälla
Nu ska vi vara snälla är en kuplett med text av Karl Gerhard och musik av Jules Sylvain. Kupletten ingick första gången i revyn Köpmännen i Nordens Venedig som spelades på Folkan 1936 och framfördes då av Karl Gerhard och Sickan Carlsson. Karl Gerhard spelade in sången på stenkaka på egen hand och Sickan Carlsson gjorde en egen inspelning tillsammans med Zarah Leander, allt samma år. 
I likhet med de flesta av Karl Gerhards kupletter är den uppbyggd av verser om vitt skilda företeelser, och en refräng vars text varierar med undantag från en eller ett par återkommande rader - i detta fall "nu ska vi vara, nu ska vi vara snälla", som genom sin skiftande omgivning växlar betydelse och i varje vers syftar på olika saker.
Sången slog stort. Som Karl Gerhard själv konstaterade hade Sylvains melodi ett kolossalt publiktycke och refrängen bet. Redan under det år den kom hann melodin spelas in av mer än ett halvdussin artister och orkestrar med refrängsångare, däribland skådespelaren Harry Persson tillsammans med Ruth Moberg, Hilmer Borgeling och även Johnny Bode. Mellan 1936 och 1958 användes melodin i nio olika svenska filmer, och sjöngs av bland andra Thor Modéen.
Nu ska vi vara snälla har gått igenom många olika skepnader. Ibland har den haft titeln Då ska vi vara snälla. De versioner som Gerhard respektive Carlsson och Leander spelade in har inte en enda vers gemensam. Carlssons och Leander sjunger mycket duett där Zarah svarar Sickans yttranden med "Nej nu ska vi vara, nu ska vi vara snälla". De hinner med en liten gliring mot filmen Äktenskapsleken som Gerhard skrev manus till och spelade en roll i, tillsammans med Leander som hade den kvinnliga huvudrollen. Gerhards inspelning avslutas med en bitsk vers om Sveriges försvarspolitik:"När hela världen offrar miljon på miljon på krut och kanon, har Sveriges nation blott en försvarsminister men inget försvar". [...] "Om fienden kommer från luften till oss, så gömmer vi oss och då kan han ej slåss", rader som blir mycket elakare genom tillägget "Och hjälper ej det få vi sjunga förstås: Att nu ska vi vara, nu ska vi vara snälla!"
I boken "Karl Gerhards bästa" från 1950 återfinns två av de verser som Karl Gerhard sjöng på sin första inspelning av kupletten: inledningsversen med "Jag sjunger om lärkor och sippor och sånt, ty nu ska vi vara, nu ska vi vara snälla. Som inte går över en viss horisont, så ingen behöver, ingen behöver gnälla" och den försvarspolitiska, och fyra verser till. 
Karl Gerhard spelade in sången minst en gång till. I en väsentligt mycket senare inspelning, troligen från 1960-talet, är alla verserna helt nya. Den första versen har ungefär samma tema som den ursprungliga inledningsversen men har inte ett ord gemensamt. Sen utlyser han sina tjänster som författare av hyllningsverser, sjunger en hyllningsvers till en ospecificerad chef samt en nidvers om samme chef "som personalen kan sjunga när chefen har gått". När Magnus Uggla 2003 spelade in Nu ska vi vara snälla på sin första Karl Gerhard-skiva Ett bedårande barn av sin tid 2003 valde han till största delen verser från denna sista textversion, men lade dessutom in den försvarspolitiska versen.